# Pseudocoenosia
Pseudocoenosia is een geslacht van insecten uit de familie van de echte vliegen (Muscidae), die tot de orde tweevleugeligen (Diptera) behoort.

## Soorten
- P. abnormis Stein, 1916
- P. brevicauda Huckett, 1936
- P. fletcheri (Malloch, 1919)
- P. nigriventris Huckett, 1936
- P. solitaria (Zetterstedt, 1838)